# Ricardo Martins Guimarães
Ricardo Martins Guimarães, meglio noto come Guima (Aveiro, 14 novembre 1995), è un calciatore portoghese naturalizzato mozambicano, centrocampista dello Zirə e della nazionale mozambicana.

## Carriera

### Club
Ha giocato nella prima divisione polacca, in quella portoghese ed in quella azera.

### Nazionale
Nel 2023 ha esordito in nazionale; nel medesimo anno viene convocato per la Coppa d'Africa.